# Tarfaya
Tarfaya (en árabe: طرفاية‎) es una ciudad de la provincia de Tarfaya, en la región de El Aaiún-Saguía el-Hamra en Sahara occidental.  Está situada en la costa del océano Atlántico, a 890 km al suroeste de Rabat y a pocos kilómetros al sur del cabo Juby. Su población ascendía a 5615 habitantes en 2004.
De 1912 a 1958 fue parte de la zona sur del protectorado español de Marruecos con la denominación de Villa Bens.

## Topónimo
La Región era denominada Tarfaya. De 1879 a 1895 se denominó Port Victoria  al importante asentamiento inmediatamente cercano (hoy absorbido por el término municipal), por la influencia de la británica compañía del Áfricana Noroccidental. A principios del siglo XX se la conoció como Tarfaya y Cabo Juby. Alrededor de 1940 a 1950, coincidiendo con la época de la reordenación y refundación urbanística del protectorado sur español en Marruecos, ya se tiene una constancia escrita  de su denominación oficial habitual, conociéndose como Villa Bens: en honor al comandante Francisco Bens.

## Comunicaciones
Una carretera une Tarfaya con la ruta N1, que discurre entre Rabat en el centro de Marruecos y Villa Cisneros, en el Sahara Occidental, pasando por El Aaiún.
A finales de 2007, se puso en funcionamiento una línea regular marítima, Naviera Armas, que unía esta localidad con Puerto del Rosario en la vecina isla de Fuerteventura. El servicio se volvió a suspender después de que el barco de pasajeros Assalama encallara en una playa cercana a la localidad el 30 de abril de 2008, sin causar víctimas. El Assalama, momentos antes de encallar, había sufrido un roce en una maniobra a la salida del Puerto de Tarfaya debido a una racha de viento.

## Historia

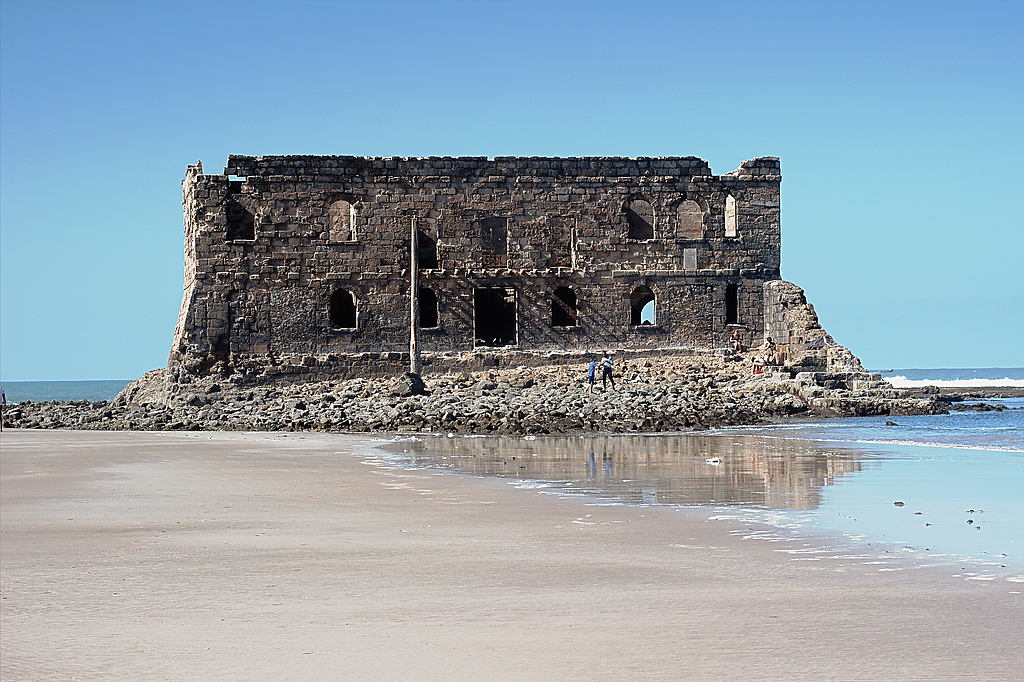
Casamar o factoría Mackencie (1882), de fundación británica.

Desde el siglo XVI hasta finales del siglo XIX la zona estuvo habitada por las tribus Ait Yemel y Ait Atman. Dentro de los Ait Yemel se encontraban las tribus de Izarguien y los Ait Musa, quienes ejercieron una mayor influencia sobre la zona de Tarfaya y región de Cabo Juby, destacando el liderazgo del cheik Mohamed Uld Beiruk. El territorio al sur del río Draa (o Ued Nun) estaba fuera de la influencia del sultán de Marruecos, como constataba el tratado hispano-marroquí de Marrakech del 28 de mayo de 1767.

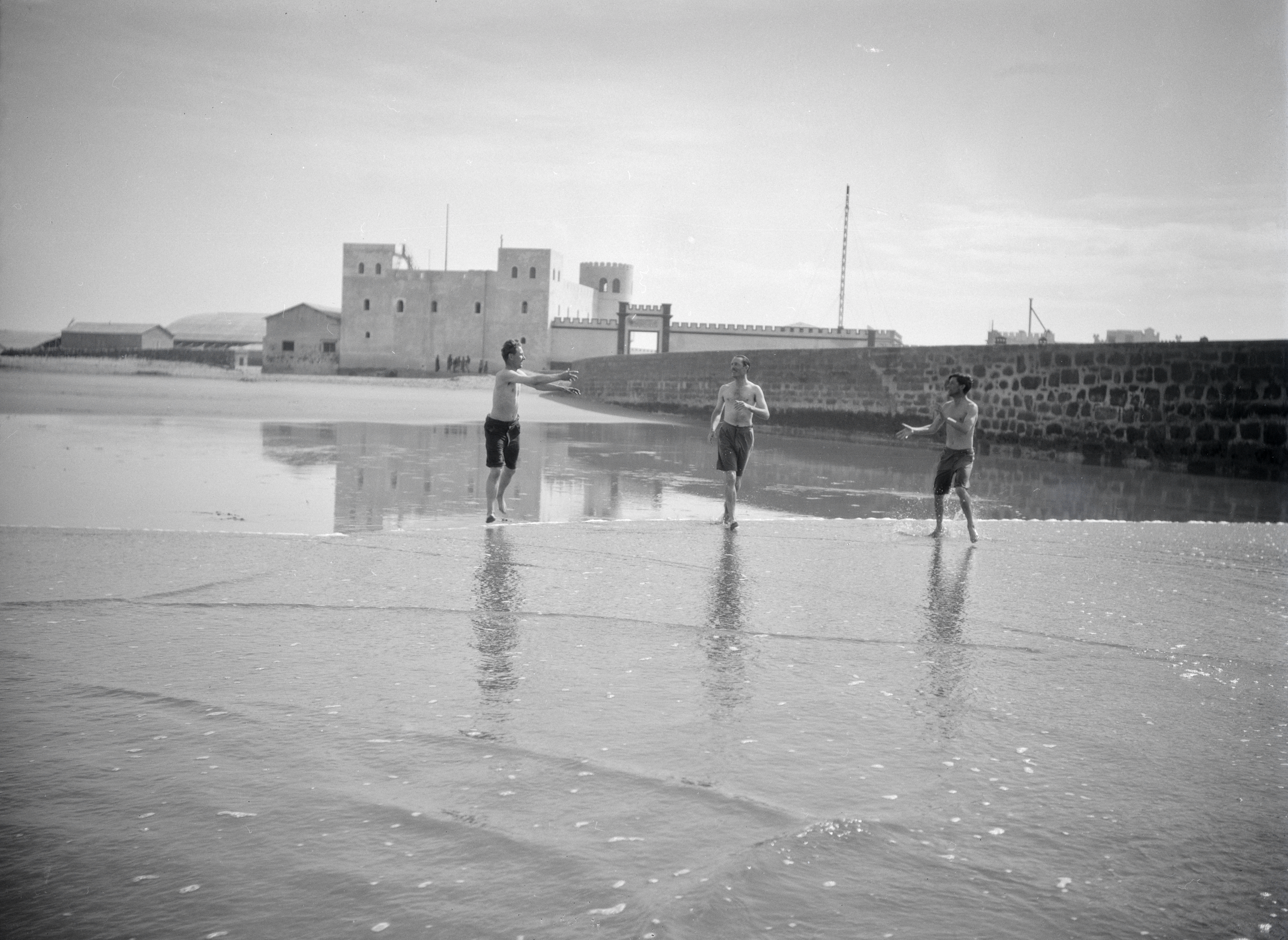
Compañeros de viaje de Walter Mittelholzer jugando a la pelota en la playa de Cabo Juby, imagen entre 1930 y 1931.

El 26 de julio de 1879, la Compañía del África Noroccidental (británica), propiedad de Donald Mackenzie, logró un acuerdo con Mohamed Uld Beiruk para establecer allí un puesto comercial en las rutas desde África occidental a Europa. Se denominó Port Victoria, tras laboriosas negociaciones con los notables locales. Mackenzie obtuvo una franja de la costa de Tarfaya entre el cabo Juby y punta Stafford, así como el control del puerto de Tarfaya. Su interés radicaba en una aproximación a Canarias, el comercio con las rutas saharianas (Tombuctú- Adrar-Tinduf y Tarfaya en vez de Mogador) y su situación estratégica en las rutas oceánicas. Además, la presencia de Mckenzie incomodó a España y sus históricas reivindicaciones del hinterland Canario. También preocupó al sultán de Marruecos en cuanto al detrimento de Mogador frente a Cabo Juby. Esto motivó en 1880 el sabotaje y quema de las instalaciones de Mckenzie mediante sobornos a los Ait Musa por orden del sultán de Marruecos. De esta época data la Casamar, edificada en piedra en un arrecife accesible solo con mareas bajas a modo de fortificación para albergar vivienas y almacén.
Sin embargo, tras fallecer Uld Beiruk, Mackenzie perdió su principal apoyo local. Además, al quedar Tombuctú bajo dominio francés, el flujo comercial de oro, sal y esclavos se recondujo a través de las rutas habituales y Mogador, en detrimento de los puestos del noroeste africano. De acuerdo con el tratado anglo-marroquí de 1895 el puesto comercial fue vendido por Mackenzie en 1895 al sultán de Marruecos, Hasán I. Tras la marcha de los ingleses de Tarfaya quedó una guarnición marroquí de treinta hombres, que desertaron al poco tiempo por desabastecimiento e impago de sus salarios. 
En 1911 los cheiks locales Halil Uld Habib Uld Beiruk y El Heiba (de los Ma El Ainin) recibieron favorablemente la propuesta de Francisco Bens, gobernador político militar de la colonia española de Río del Oro, de permitir la presencia española, mostrando su rechazo tanto al sultán de Marruecos como a la influencia francesa. En 1912, Francia (que controlaba efectivamente los asuntos relacionados con Marruecos en esa época) impuso a España la consideración de la zona como «Protectorado español del sur de Marruecos», pese a ser parte del Sáhara Español. Es decir, según el Tratado Hispano-Francés firmado el 27 de noviembre, la zona situada al sur del río Draa pasaba a ser también protectorado de España, de forma que —aunque este territorio no estaba bajo el control del sultán de Marruecos— se cedería a este país una vez que finalizase el protectorado. 

Mapa de África Occidental hasta 1956 (independencia de Marruecos).

En 1916 que el gobernador de Río de Oro, el capitán Francisco Bens, ocupó oficialmente el territorio de Cabo Juby, incluyendo Tarfaya. El ingeniero José Galván proyectó las mejoras de habitabilidad y defensivas en el denominado Fuerte de Tierra, principal edificación en torno a la cual se construirían las demás instalaciones civiles y militares, donde se incluyó el cuartel militar, estación telegráfica y enfermería. En 1924 se acometieron obras de consolidación de Casamar que a lo largo del tiempo tuvo varios usos, como cárcel o faro. En el entorno del fuerte se acondicionó el aeropuerto de Cabo Juby, y a finales de los años 20 el emplazamiento fue usado fundamentalmente como escala de vuelos dedicados al correo aéreo francés entre Toulouse y San Luis de Senegal. A lo largo de los años se fueron edificando el cine, viviendas, depósito de agua, o la Iglesia de San Francisco de Cabo Juby-Tarfaya-Villa Bens, derribada en 1990. En 1946, el territorio de Cabo Juby (protectorado sur) pasó a formar parte fue parte del África Occidental Española. Cuando Marruecos accedió a la independencia, en 1956, reclamó la retrocesión del Cabo Juby, sujeta legalmente al tratado de 1912 entre España y Francia por el que se establecieron los protectorados español y francés sobre Marruecos. A mediados de siglo la población era de 1.699 habitantes, de los que un 63 por ciento eran autóctonos. Tras la guerra de Ifni-Sahara y el acuerdo de Cintra (2 de abril de 1958), se cedió la zona sur del protectorado español de Marruecos a Marruecos, es decir Cabo Juby, y con él Tarfaya.
En 1975, Tarfaya fue una de las bases desde las que partió la marcha verde hacia el territorio del entonces Sahara Español.
Con el paso de los años la población perdió importancia en favor de Tan Tan y El Aaiun. En 2014 se inauguró el parque eólico de Tarfaya, uno de los mayores de África.  Esta instalación industrial ocupa 8.900 ha y consta de 131 molinos. Es propiedad de GDF Suez y la ONEE, Oficina de Electricidad Nacional de Marruecos.  En la Asociación "Amigos de Tarfaya" se imparten clases de español opcional. Una proporción significativa de la inmigración ilegal de origen subsahariano y marroquí a consecuencia del tráfico ilegal de personas con destino a las Canarias (España) se produce vía marítima desde Tarfaya o El Aaiun.

## La Compañía General Aeropostal

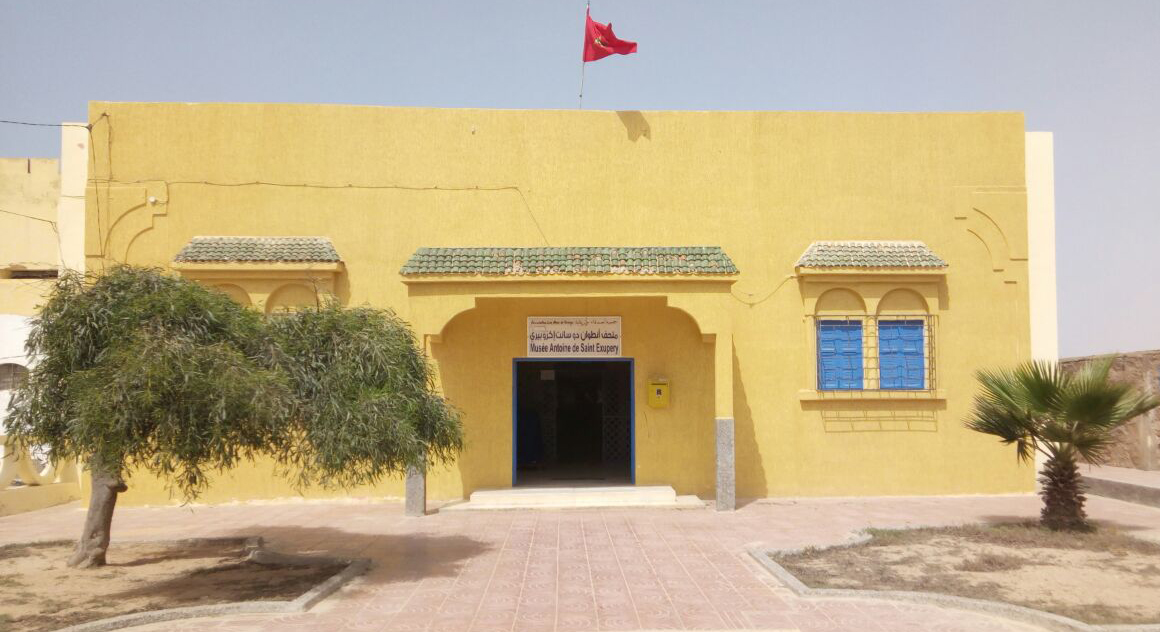
Museo Antoine de Saint-Exupéry.

En 1927, empezó la aventura del Aeropostal (en francés: Compagnie générale aéropostale), la sociedad de transportes aéreos con sede en Toulouse (Francia), cuyo fundador, el industrial Latecoère, creía firmemente en la aviación como medio de transporte comercial y como medio de comunicación entre los hombres. Contrató, para establecer una red de líneas aéreas, al antiguo piloto militar Didier Daurat. Daurat era una persona de carácter intransigente pero justo, que logró llevar a los hombres a su cargo a alcanzar los límites de sus posibilidades. La aviación era todavía una actividad nueva y un poco misteriosa que atraía a hombres jóvenes y llenos de ambición, la mayoría de ellos en los inicios de su vida y listos para conquistar el mundo viviendo intensamente.
El aeropuerto de Cabo Juby, en las cercanías, fue una escala importante de las rutas del Aeropostal entre Toulouse y Saint Louis, en Senegal. Antoine de Saint-Exupéry fue nombrado jefe de escala allí en 1927. Permaneció en el puesto 18 meses, negoció con las tribus moras insumisas la liberación de pilotos que habían sido retenidos tras accidentes o aterrizajes forzosos y escribió allí su primera novela, Correo del Sur (1929).

## Lugares de interés

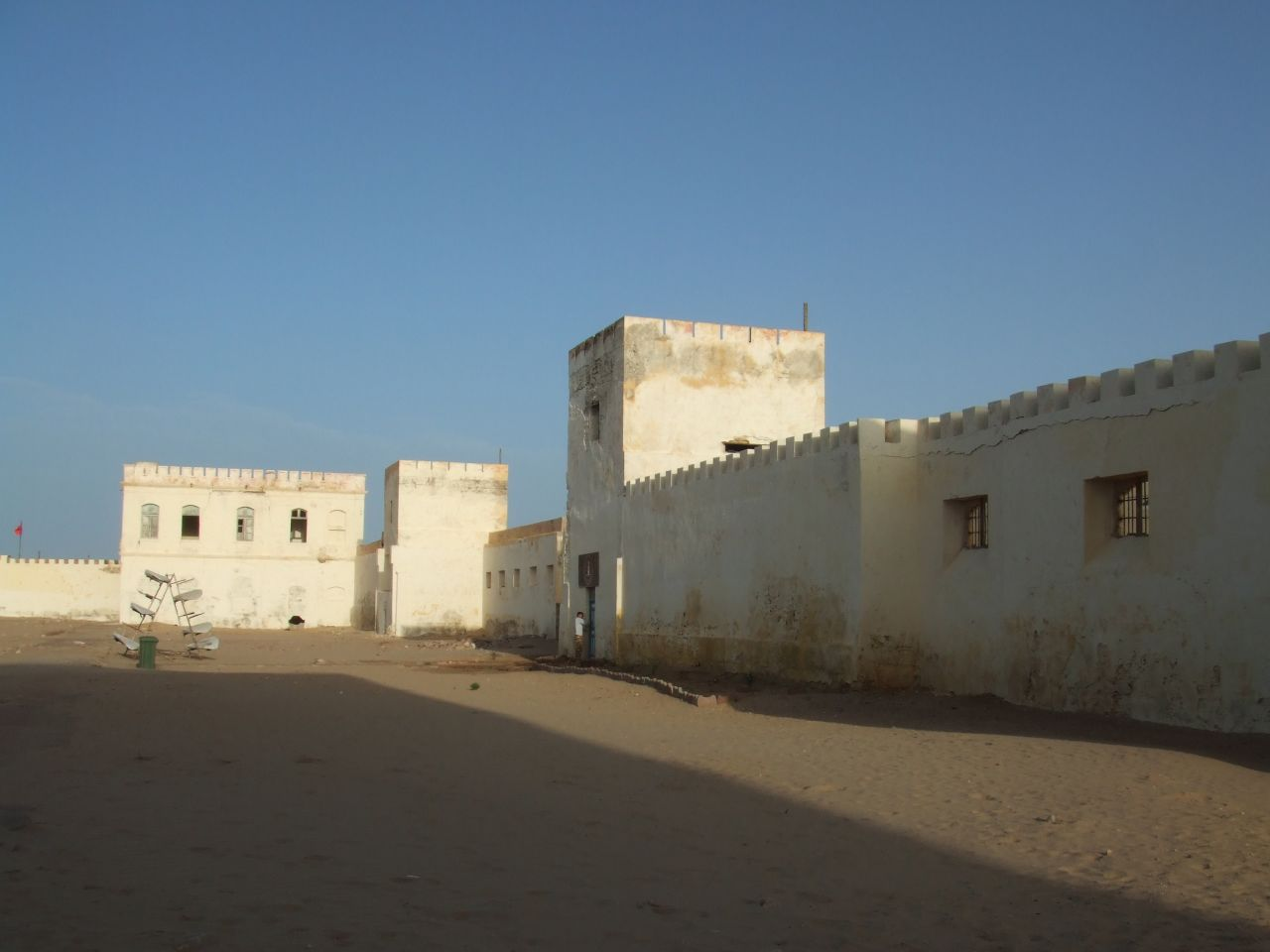
Fuerte de Tierra, principal estructura de la época española demolida en su práctica totalidad en 1990.

- Museo Antoine de Sant-Exuperyː inaugurado el 28 de septiembre de 2004, se abrió en Tarfaya un museo, creado por la asociación Mémoire d'Aéropostale (memoria del Aeropostal), una fundación sostenida fundamentalmente por el ayuntamiento de Toulouse y por la compañía Airbus. El célebre periodista y aeronáutico Bernard Chabbert, cuyo padre participó también a la aventura del Aeropostal, estuvo en la inauguración de este museo.
- Casamar, construcción del siglo XIX acondicionada por los españoles en el siglo XX para uso como cárcel y faro. Actualmente abandonada, la zona oeste está semiderruida y entra agua durante la pleamar. Sus muros están siendo destruidos por la erosión costera. En época española existió un espigón o dique para acceder a ésta con mayor facilidad.
- Fuerte de Tierra (1916) situado junto a la playa es principal infraestructura del periodo del protectorado español de Marruecos. Tras arrasarse su interior y el lado suroeste del recinto en 1990 únicamente se aprecian el fuerte primigenio y el recinto se emplea para eventos festivos. El fuerte primigenio presenta un deficiente estado de conservación y abandono.